# Perpendiculum
Een perpendiculum was een lederen koker waarin vroeger de veren pennen werden bewaard en - met een riem daaraan verbonden - een kleinere, waarin de inktfles werd geborgen.
Dit schrijf- en tekengereedschap werd voorheen door de kunstenaars aan de gordel meegedragen. De perpendiculum is nog in de 17e eeuw (onder andere door Rembrandt) gebruikt.

## Herkomst
Perpendiculum is afkomstig van het Latijnse werkwoord perpendo wat 'nauwkeurig afwegen, beoordelen' betekent. De Latijnse betekenis ervan is schietlood en het is daarom ook dat ad perpendiculum de betekenis 'loodrecht' gekregen heeft.   
- 